# Брюссельський саміт НАТО 2018

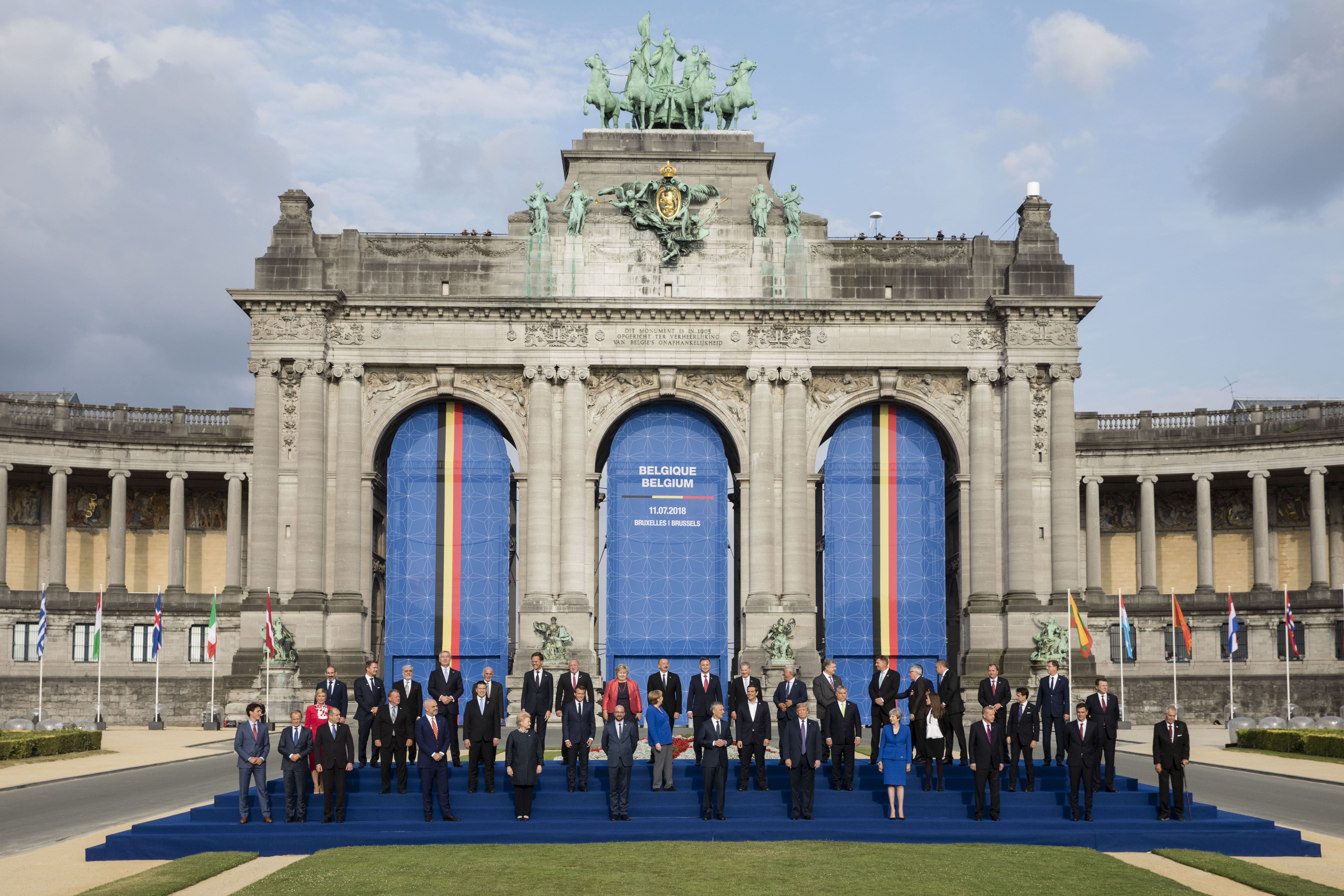
Учасники саміту НАТО

Брюссельський саміт НАТО 2018 року англ. 2018 Brussels Summit of the North Atlantic Treaty Organization став 29 зустріччю голів держав та голів урядів країн-членів Організації Північноатлантичного договору, яка відбулась у Брюсселі (Бельгія) 11—12 липня 2018 року у штаб-квартирі НАТО.

## Основні теми
Напередодні Саміту у Брюсселі було підписано декларацію про співпрацю між Європейським Союзом і НАТО, яка передбачає, зокрема, посилення співпраці у сферах військової мобільності, кібербезпеки та гібридних атак, у протидії хімічним, біологічним, радіологічним та ядерними ризиками, а також у боротьбі з тероризмом та нелегальною міграцією у Середземному морі з метою захисту громадян країн-членів ЄС.
У рамках Саміту НАТО проведено робочу вечерю голів держав та урядів країн-членів НАТО за участі їх дружин.
Напередодні Саміту Генеральний секретар НАТО Єнс Столтенберг заявив, що одними з головних тем буде питання ухвалення рішення про запрошення Республіки Північна Македонія до НАТО після всіх належних процедур відповідно до угоди між Грецією та Македонією щодо зміни назви останньої, а також разом під час зустрічі з президентами України та Грузії будуть обговорюватись регіональні проблеми, безпекові та питання регіональної безпеки та подальших реформ у цих країнах за підтримки НАТО. Також однією з головних тем саміту було питання оборони, в тому числі збільшення оборонного бюджету та питання про підвищення ролі НАТО в боротьбі з тероризмом.

### Україна
Напередодні Брюссельського саміту НАТО планувалось засідання Комісії «Україна—НАТО», але воно було заблоковане Угорщиною, через норми Закону України «Про освіту», які, на думку угорського уряду, є дискримінаційними щодо угорської меншини на Закарпатті. До цього Угорщина вже блокувала низку засідань цієї комісії та блокуватиме її роботу надалі. Водночас Угорщина не заперечувала проти участі Президента України Петра Порошенка у Саміті НАТО. Разом з тим, під час Саміту планувалась зустріч Північноатлантичної Ради з Україною та Грузією, але угорські представники пообіцяли заблокувати будь-яке рішення НАТО щодо співпраці з Україною.
За словами українських урядовців, Україна від Саміту НАТО 2018 року очікувала підтвердження «політики відчинених дверей», продовження підтримки України через спеціалізовані трастові фонди НАТО та запрошення до Програми розширених можливостей НАТО. Також стало відомо, що американська делегація підтримає прагнення України та Грузії на шляху до набуття членства у цій організації, а на 12 липня були заплановані зустрічі Дональда Трампа із Президентами України Петром Порошенком та Грузії Георгієм Маргвелашвілі
10 липня 2018 року Президент України Петро Порошенко висловився про позицію держави Україна щодо саміту у Брюсселі.

#### Зустріч Президентів України та США
12 липня відбулася зустріч Президента України Петра Порошенка з Президентом США Дональдом Трампом. Найперше обговорювалися питання, які стосувалися зустрічі-саміту Президента США з Президентом Росії 16 липня у Гельсінкі.

## Протести
7 липня 2018 року у Брюсселі відбувся марш проти Дональда Трампа під гаслом «Трампу тут не раді», у якому також взяли участь представники «зелених», антирасистських, антисексистських рухів та рухів соціалістичного спрямування. Протестувальники, зокрема, вимагали зменшити витрати на оборону.

## Учасники

### Представники країн-членів НАТО
| - Албанія — Прем'єр-міністр Еді Рама - Бельгія — Король Філіп I, Прем'єр-міністр Шарль Мішель - Болгарія — Президент Болгарії Румен Радев - Велика Британія — Прем'єр-міністр Тереза Мей - Греція — Прем'єр-міністр Алексіс Ципрас - Данія — Прем'єр-міністр Ларс Люкке Расмуссен - Естонія — Прем'єр-міністр Юрі Ратас - Ісландія — Прем'єр-міністр Катрин Якобсдоттір - Іспанія — Прем'єр-міністр Педро Санчес - Італія — Прем'єр-міністр Джузеппе Конте - Канада — Прем'єр-міністр Джастін Трюдо - Латвія — Президент (Раймондс Вейоніс - Литва — Президент Даля Грибаускайте - Люксембург — Прем'єр-міністр Ксав'є Бетель - Нідерланди — Прем'єр-міністр Марк Рютте | - Німеччина — Канцлер Ангела Меркель - Норвегія — Прем'єр-міністр Ерна Солберг - Польща — Президент Анджей Дуда - Португалія — Прем'єр-міністр Антоніу Кошта - Румунія — Президент Клаус Йоганніс - Словаччина — Президент Андрей Кіска - Словенія — Прем'єр-міністр Миро Церар - США — Президент Дональд Трамп - Туреччина — Президент Реджеп Таїп Ердоган - Угорщина — Прем'єр-міністр Віктор Орбан - Франція — Президент Еммануель Макрон - Хорватія — Президент Колінда Грабар-Китарович - Чехія — Президент Мілош Земан - Чорногорія — Прем'єр-міністр Душко Маркович - НАТО — Генеральний секретар Єнс Столтенберг |

### Представники країн, які не є членами
- Грузія — Президент Георгій Маргвелашвілі
- Україна — Президент Петро Порошенко[15][16]
- Фінляндія — Президент Саулі Нііністьо[29]